# Climax Jump
《Climax Jump》为朝日电视台特别拍摄的电视剧《幪面超人電王》的片头曲。
此曲有各种各样的版本，在节目中使用了此曲的HIP HOP Ver.和Dark HIPHOP Ver.，以及担任主演角色声优的4人所唱的《Climax Jump DEN-LINER form》。

## Climax Jump
《Climax Jump》为日本音乐团体AAA的单曲。2007年3月21日由Avex trax以AAA DEN-O form的名义发售。

### 概要
- 此曲从前作《Black & White》开始，作为单曲约三个月之后发售，并且为《幪面超人電王》的片头曲（2007年1月28日 - 10月28日、12月23日播放）。此曲在2007年1月28日《幪面超人電王》第一次播放时首次被公布。单曲的第二首之后所有的该曲都是Instumental曲。
- CD发售量初上榜5位（Oricon），也是自己最高的排位。同时，到发售之后的第二周销售记录也较好，排位10位（Oricon）。作为以AAA为名义的CD单曲首次2周连续进入TOP10，以AAA为名义的作品首次累计突破10萬张，获得金唱片认证，作为假面骑士系列相关的CD取得了最高位。初动销量为《Justiφ's》（《假面騎士555》）和《ELEMENTS》（《幪面超人劍》的后期）之后的第三张。
- 在CD的封面・歌词中完全没有AAA成员的形象，并且也是AAA首次没有拍摄PV的作品。
- 在DVD作品「4th ATTACK at SHIBUYA-AX on 4th of April」「2nd Anniversary Live -5th ATTACK 070922- at 日本武道館」中收录了唱这首歌的情况。
- AAA同时发售了此曲和迷你专辑《alohAAA!》、单曲《いざゆけ若鷹軍団2007》、DVD《Channel@×AAA》，共计四种版本。

### 收录曲
1. Climax Jump
（作詞：藤林聖子　作曲：鳴瀬シュウヘイ　編曲：鳴瀬シュウヘイ）
2. Climax Jump power rock edit
3. Climax Jump sweet ballad edit
4. Climax Jump soul blues edit
5. Climax Jump -instrumental-

## いーじゃん!いーじゃん!スゲーじゃん!?

### 概要
《いーじゃん!いーじゃん!スゲーじゃん!?》是《Climax Jump》编排版本5首歌+α构成的迷你专辑。
此曲是电王剧场版第3作《再见假面超人电王 final　countdown（さらば仮面ライダー電王 ファイナル・カウントダウン）》的主题歌，并且收录了AAA DEN-O form再次演唱的《Climax Jump the Final》，和主要异魔神4人各自唱歌的编排版本，共计5首歌。
而且，在付属DVD中收录了4个异魔神演唱版本的Music Video Clip

### 收錄曲目
1. Climax Jump the Final
2. Climax Jump Sword form
3. Climax Jump Rod form
4. Climax Jump Axe form
5. Climax Jump Gun form
6. Climax Jump Sword form(桃太洛斯Ver.)
7. Climax Jump Rod form(浦太洛斯Ver.)
8. Climax Jump Axe form(金太洛斯Ver.)
9. Climax Jump Gun form(龙太洛斯Ver.)
10. Climax Jump Piano form